# Bohemundo de Tarento

Escudo de Bohemundo I de Antioquía.

Bohemundo I de Canosa, también llamado Bohemundo I de Tarento o Bohemundo I de Antioquía, (San Marco Argentano, 1058-Canosa, 3 de marzo de 1111) fue príncipe de Tarento y después príncipe de Antioquía. Junto a su padre, Roberto Guiscardo, luchó férreamente contra el Imperio bizantino. Fue uno de los más importantes líderes de la Primera Cruzada, en donde consiguió ser príncipe de los territorios recientemente conquistados de Antioquía. Tras ser apresado por los musulmanes y escapar a Francia, logró casarse en 1106 con la hija del rey Felipe I de Francia. Tras ser derrotado en su último intento de atacar al emperador bizantino Alejo I Comneno, se vio obligado a firmar el Tratado de Diabolis, un humillante pacto que destruyó su carrera militar y política.

## La lucha contra los bizantinos

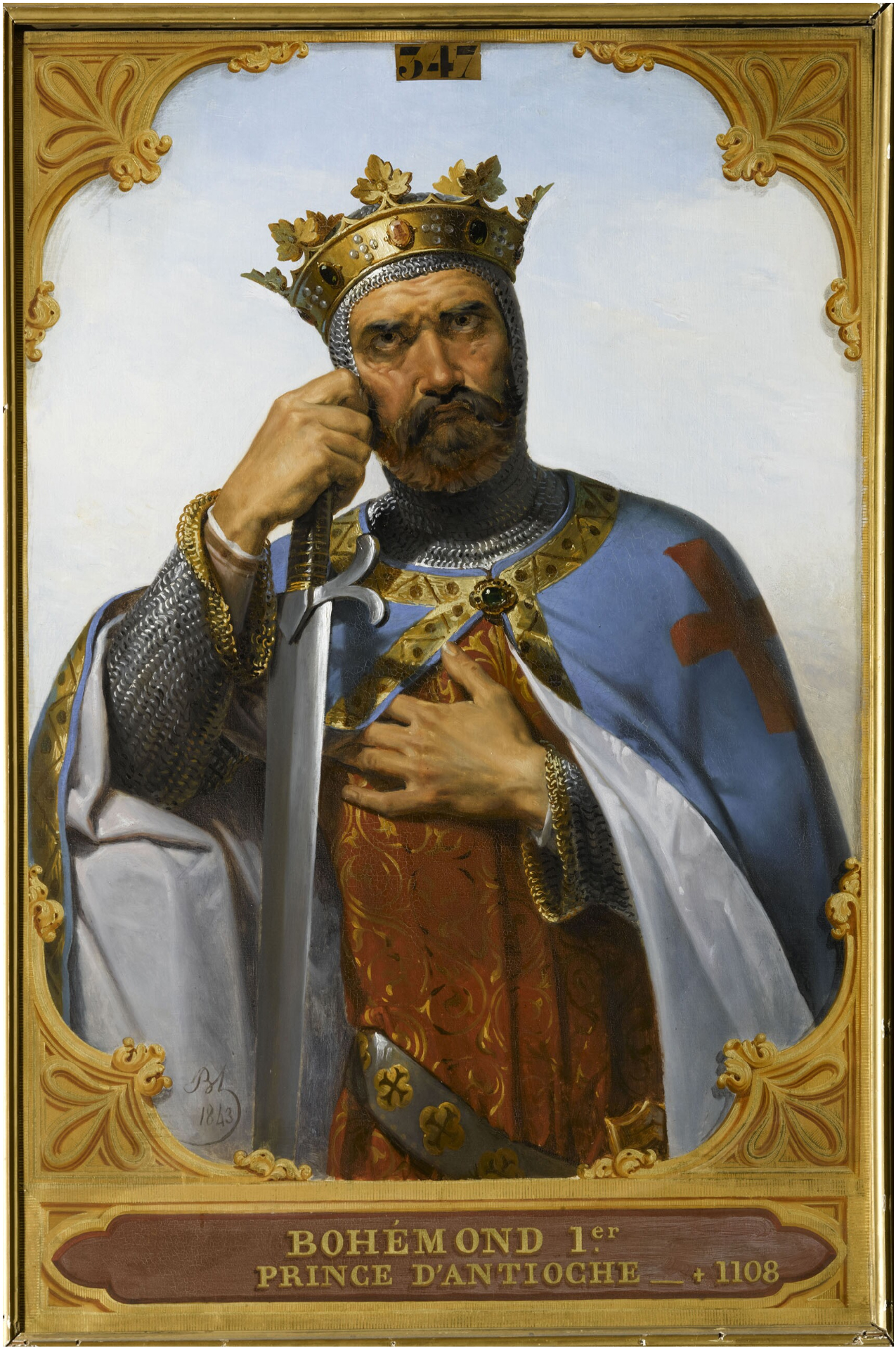
Retrato imaginario de Bohemundo I de Tarento por Merry-Joseph Blondel.

Era el primogénito de Roberto Guiscardo, duque de Apulia y de Calabria, que lo tuvo en su primer matrimonio con Alberada de Buonalbergo, hija del barón Girard de Buonalbergo (matrimonio que después sería anulado). Su nombre de pila era “Marcos”, en honor al santo patrono de San Marco Argentano, pero con el tiempo pasó a ser conocido por todos como Bohemundo, según el nombre de un gigante legendario, ya que él mismo era un gigante.[cita requerida]
Fue el brazo derecho de su padre cuando este atacó al Imperio bizantino (1080-1085) y fue el comandante de las fuerzas normandas durante la ausencia de su padre (1082-1084) penetrando en Tesalia y llegando hasta la ciudad de Larissa, no obstante al final fue derrotado por Alejo I Comneno. Estas hostilidades con el emperador bizantino marcarían la política a seguir por parte del rey Roberto y del propio Bohemundo, ya que lo había destinado al trono de Constantinopla.

## Crisis en la sucesión a Roberto Guiscardo
En medio de todo esto llegó la noticia de que Roberto Guiscardo había fallecido (en 1085), y de que los dominios normandos en Italia que éste poseía, estaban en manos ahora de Roger I de Sicilia, hermano de Roberto, y por tanto tío de Bohemundo. Este abandonó la campaña en los Balcanes, y regresó a toda prisa a Italia, pero no pudo hacerse con lo que consideraba su legítima herencia. No obstante, Bohemundo heredó las posesiones de su padre en el Adriático, posesiones que perdió rápidamente en favor de los griegos o bizantinos; por el contrario su hermanastro Rogelio Borsa heredó Apulia y las posesiones italianas. La guerra entre ellos se hizo inevitable, hasta que finalizó con al intervención del papa Urbano II, compensando a Bohemundo con la ciudad de Tarento a cambio de su renuncia al ducado de Apulia. Compensación con la que nunca estuvo conforme, motivo por el que siempre buscó un mayor estatus para él. El cronista Romoal de Salerno dijo de Bohemundo que siempre buscaba lo imposible.
En 1096 Bohemundo, junto con su tío Roger I de Sicilia, conde de Sicilia, atacaron la ciudad de Amalfi, que se había rebelado en contra del duque Roger, momento en el que un grupo de cruzados pasaron por la zona en su camino hacia Constantinopla. Los fines de este grupo parece que calaron hondo en Bohemundo quien decidió unirse a la Cruzada, no obstante, es posible que Bohemundo no viera en la Cruzada nada más que un medio para labrarse un principado en Oriente. Godofredo Malaterra afirma claramente que Bohemundo tomó la Cruz con el único fin de conquistar y hacer pillaje en las tierras bizantinas.

## La Primera Cruzada y la conquista de Antioquía

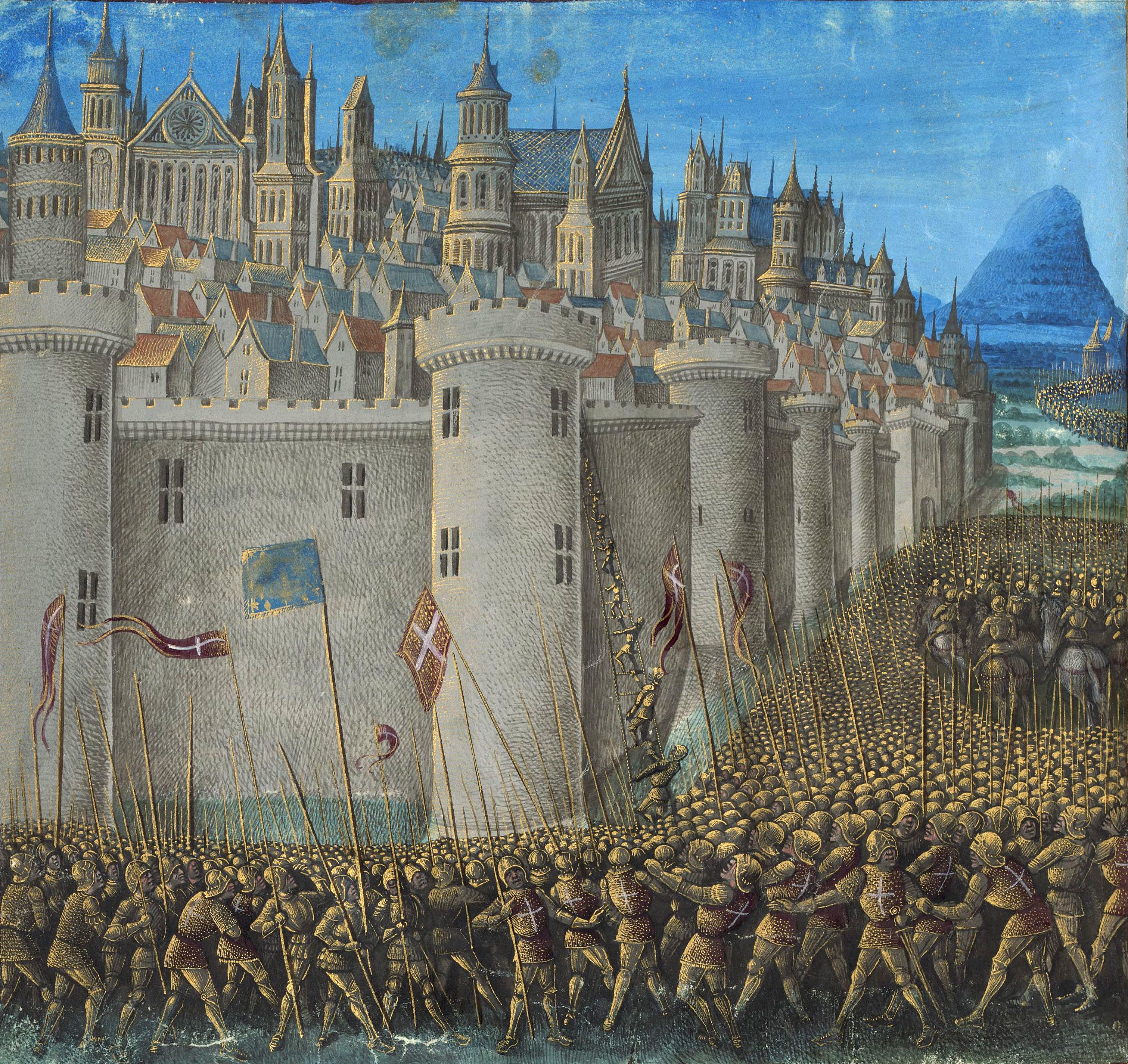
Miniatura medieval que representa el Sitio de Antioquía.

Bohemundo reunió bajo su mando un ejército normando (posiblemente la mejor división del ejército cruzado), seguramente su contingente no era particularmente numeroso, llegando a cerca de 500 hombres sobre un total de alrededor de 35.000 cruzados. Cruzó el Mar Adriático y llegó hasta Constantinopla por la misma ruta que había seguido en 1082-1084. Fue muy cuidadoso en su nueva relación con Alejo I, a quien rindió homenaje a su llegada a la ciudad en 1097. Es posible que negociara con Alejo I sobre el principado de Antioquía; si lo hizo no debió encontrar gran apoyo por parte del emperador. Desde Constantinopla hasta Antioquía, Bohemundo fue el auténtico jefe de la Primera Cruzada; y el éxito al atravesar Asia Menor muestra su gran capacidad de mando, ya que la cruzada de 1101, la Segunda Cruzada en 1147 y la Tercera Cruzada en 1189 fueron incapaces de atravesar esta región.
Ana Comneno, hija de Alejo I, dejó un maravilloso retrato de Bohemundo en su libro “La Alexiada”; lo conoció por primera vez cuando tenía 14 años y realmente quedó fascinada por su presencia. No dejó otro retrato similar de ningún otro príncipe Cruzado. Textualmente:

Bohemundo, era, francamente, un ser como no se ha visto anteriormente ninguno, tanto en nuestra tierra como tampoco en la de los bárbaros, ya que era una maravilla el mirarlo y a la vez le precedía una reputación terrorífica. Permitid que describa pormenorizadamente el aspecto de este bárbaro. Era tan alto que superaba al más alto por cerca de un codo, estrecho de cintura y caderas, los hombros anchos, pecho profundo y poderosos brazos. Su cuerpo en general no podría ser descrito como demasiado delgado ni como gordo, al contrario estaba perfectamente proporcionado, construido según los cánones de Policleto… Su piel era blanca inmaculada, y en su cara había pequeños tintes rojos. Su pelo, rubio, no caía hasta la cintura como en el caso de la mayor parte de los bárbaros; se notaba que tenía gran cuidado con su pelo, ya que lo llevaba cortado hasta las orejas. No se podía saber el color de su barba, ya que la llevaba perfectamente afeitada, dejando su piel tan suave como la tiza… Sus ojos azules eran indicadores de su alto espíritu y dignidad; su nariz respiraba con tranquilidad, en perfecta correspondencia con la respiración de su pecho. Su respiración era fiel indicadora del alto espíritu que bullía en su corazón. Este hombre emanaba un cierto encanto, encanto que quedaba, en parte empañado por cierto aire horrible… Estaba hecho de tal forma en mente y cuerpo que tanto el coraje como la pasión lo embargaban de tal modo que lo abocaban a la guerra. Su ingenio le ayudaba a salir airoso en casi todas las emergencias. Al conversar con él demostraba estar bien informado, con respuestas irrefutables. Este hombre, de semejante tamaño y carácter, era, no obstante, inferior al emperador, no sólo en fortuna y elocuencia, sino en otros regalos de la naturaleza.

Como político, Bohemundo era capaz de enfervorizar a los cruzados en su propio beneficio; así cuando su sobrino Tancredo dejó el ejército principal en Heraclea, con el fin de establecerse en Cilicia, posiblemente lo que pretendían era sentar las bases del futuro principado en Oriente. Bohemundo fue el primero en tomar posiciones frente a Antioquía en octubre de 1097, tomando parte activa en el sitio de la ciudad, rechazando los intentos musulmanes por romper el cerco desde el Este y estableciendo un nexo con los aliados occidentales mediante el puerto de San Simeón donde estaban los barcos genoveses.
La conquista de Antioquía solo fue posible gracias al complot urdido por Bohemundo con uno de los capitanes de la ciudad llamado Firuz; sin embargo, no pudo conseguir que se le concediera la ciudad hasta que los Cruzados quedaron sitiados en su interior aterrorizados ante la llegada de tropas aliadas de los musulmanes, guiadas por Kerbogha, con la salvedad de que en el derecho a la ciudad tendría prioridad el emperador Alejo I, siempre y cuando cumpliera su promesa de enviar un ejército en ayuda de los cruzados. Alejo no llegó con su ejército y sin embargo los cruzados consiguieron derrotar al temible ejército de Kerbogha. Ni aun así se vio seguro en su posición Bohemundo, ya que Raimundo de Tolosa (también conocido como Raimundo de Saint-Gilles), se erigió como representante de Alejo y reclamó para él la ciudad. Finalmente, en enero de 1099, consiguió el pleno dominio de Antioquía, permaneciendo en sus alrededores con el fin de asegurar su posición, el resto de cruzados continuó su camino hacia Jerusalén.

## Guerras de Bohemundo contra musulmanes y bizantinos
Bohemundo llegó a Jerusalén en las Navidades de 1099, y consiguió que se eligiera como patriarca a Dagoberto de Pisa, posiblemente con el fin de contrarrestar el enorme poder que ostentaban los nobles de Lorena en la ciudad. Parece que Bohemundo estaba destinado a fundar una gran principado en Antioquía, el cual prevalecería sobre Jerusalén, dada su excelente posición geográfica y su excelente ejército. Pero, tenía que hacer frente a dos fuerzas, por un lado el Imperio Bizantino, que reclamaba esas ciudades como de su propiedad, imperio que era apoyado por Raimundo de Tolosa y en segundo lugar los poderosos estados musulmanes del noroeste de Siria. No pudo con estas dos fuerzas. En 1100 fue apresado por los Danisméndidas de Sivas, y languideció en prisión hasta 1103. En su lugar quedó su sobrino Tancredo; pero mientras tanto Raimundo de Tolosa se estableció al sur de su principado en la ciudad de Trípoli, poniendo en jaque la expansión hacia el sur de Bohemundo.

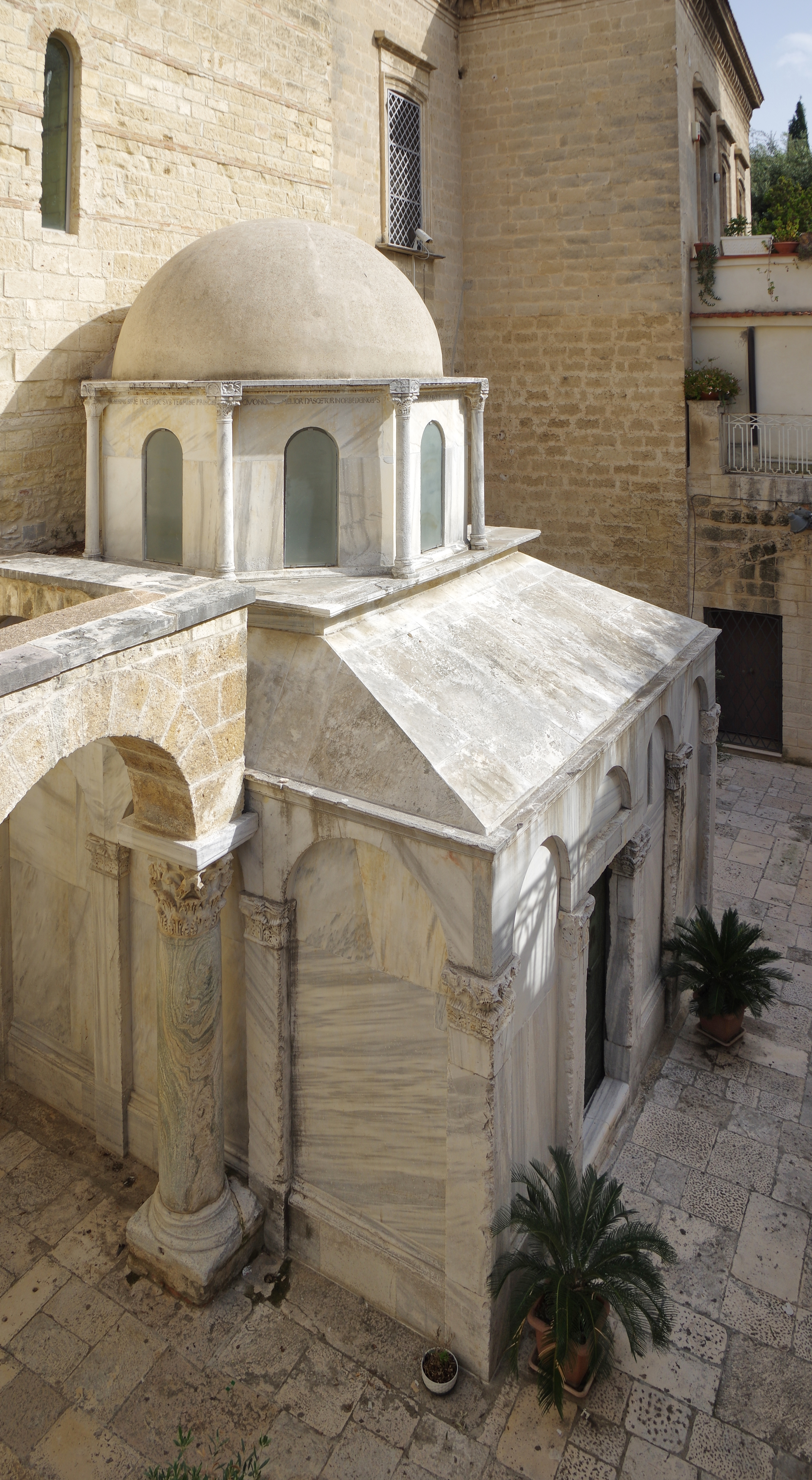
Mausoleo de Bohemundo en Canosa di Puglia

Rescatado en 1103 gracias a la generosidad del rey Armenio Kogh Vasil, Bohemundo se planteó como propósito principal el ataque a sus vecinos musulmanes con el fin de tener los aprovisionamientos asegurados. Sin embargo, en su ataque a Harrán recibió una terrible derrota en el río Balikh, cerca de Rakka, sobre el Éufrates. La batalla fue decisiva; el gran principado en el Este que tanto ansiaba quedó abortado. A este ataque siguió otro, por parte de los bizantinos sobre Cilicia y al ver como sus recursos disminuían sin cesar viajó a Europa con el fin de conseguir refuerzos. Su personalidad tan atractiva le hizo merecedor de la mano de Constanza, la hija del rey de Francia Felipe I, obteniendo con ello un gran ejército. Respecto a su boda, el abate Suger cuenta:

Bohemundo vino a Francia con la única idea de conseguir como fuera la mano de Constanza, la hermana de Nuestro Señor Luis, joven de alta alcurnia, de irreprochable aspecto y muy bella. Era tan grande la reputación de la valentía del rey francés y su hijo Luis que hasta los sarracenos se quedaron aterrorizados con la boda. No estaba prometida ya que había roto con Hugo, conde de Troyes, y ella quería evitar otro emparejamiento desacertado. El príncipe de Antioquía, era una persona experta y rica tanto en cualidades como en promesas; merecía realmente esta boda que fue celebrada con gran pompa por el obispo de Chartres con la asistencia del rey, nuestro señor Luis, así como muchos arzobispos, obispos y nobles del reino.

Deslumbrado por tanto éxito, Bohemundo decidió utilizar su ejército, no para defender su principado frente a las apetencias bizantinas, sino para atacar directamente a Alejo I. Así lo hizo, pero Alejo demostró ser más fuerte, ayudado por los Venecianos derrotó a Bohemundo sometiéndole a un acuerdo humillante (Tratado de Diabolis, en 1108), mediante dicho tratado Bohemundo pasó a ser un vasallo de Alejo I a cambio de ser nombrado “sebastos” (un título bizantino), prometió ceder los territorios en litigio y tuvo que admitir que hubiera un Patriarca ortodoxo en Antioquía. A partir de esa fecha Bohemundo fue un hombre acabado. 
A continuación, regresó a Italia con la esperanza de encontrar los medios y los hombres que le permitieran continuar con eficacia y determinación de su política en Tierra Santa, pero murió en 1111 en Bari y fue enterrado en Canosa di Puglia.